# スーパーの女
『スーパーの女』（スーパーのおんな、英題：Supermarket Woman）は、1996年の日本映画。伊丹十三による脚本・監督作品。主演は宮本信子。スーパーマーケットが大好きな主婦が、幼馴染の経営するスーパーを立て直していくというサクセスストーリーである。
安土敏の著書『小説スーパーマーケット』を参考に制作されており、安土が公開当時社長を務めていたスーパーマーケット「サミット」と、同社が加盟するオール日本スーパーマーケット協会が制作に全面協力した。特に、同協会に加盟する関西スーパーマーケットで当時社長を務めた北野祐次が「スペシャルサンクス」としてクレジットされており、業界を挙げての協力により制作されている。

## 解説
伊丹十三にとっては、前二作の『大病人』『静かな生活』が興行的に失敗に終わったため、「この映画では失敗が許されない」と覚悟をもって臨んだ作品であったが、結果的に大ヒットを記録した。第20回日本アカデミー賞優秀作品賞などを受賞。
ストーリーは全体的にコメディタッチで展開してゆくが、後半には冷凍車とデコトラ（芸術丸I）のトラック同士のカーチェイスシーンもあり、アクション映画の要素も併せ持つ娯楽作品に仕上がっている。また、本作は伊丹映画特有の性描写が一切無い作品でもある。

### 特色
最も大きな特色は、2000年の雪印集団食中毒事件を皮切りに相次いで起こった大規模な食品事故を機に社会的関心が高まった、産地偽装などの食品偽装問題や食の安全といったテーマを、その数年前に既に描いていたという点である。またこの作品ではいわゆる牛肉偽装事件が発覚する前から産地偽装問題について取り上げていた。
例えば、
- 変色した肉を赤い蛍光灯でごまかす。
- 売れ残りの食品をパックし直して新しい日付で売る（通称：リパック）。
- 輸入牛を和牛として売る。
- 前日の売れ残った惣菜を翌日の弁当に入れる。

といったシーンである。
原作小説が現職のスーパーマーケット社長が書いた作品であるためリアルな描写が続くが、そうしたテーマを映画化した伊丹十三の先見性を世に知らしめることとなった。
この映画による影響で改善されたスーパーマーケットも数多くあったといい、試写を見たあるスーパーの店員たちが上層部に「私たちはこの店をこんなスーパーにしたいんです」と訴えたという逸話も残っている。このような経緯もあり、社員教育・研修用の素材ビデオとしても活用されている。

### 原作からの着想による映画のシーン
参考資料
- 映画の冒頭にある「食品スーパー」をテーマにしたものであり、ダイエーなどの「ビッグストア」は別ジャンルのものとして除外する旨の断り書き[5]
- 『安売り大魔王』での朝礼の場で「我ら商人は利益を忘れない」などの宣誓の唱和や「エイエイオー!」の掛け声[6]
- 初期の『正直屋』の汚れた店内[7]
- 開店時間の午前10時になっても品出しが済んでいない『安売り大魔王』（朝が弱い、元々そういう体質）、『正直屋』（リパックの手法を否定された鮮魚・精肉部のチーフの反発による）[8]
- バックヤードと売り場の間に段差や仕切り・レールがなく、車輪の付いたカートで省力化が図れる[9]
- 古い肉の加工品への使い回し[10]
- 脂身の分厚いステーキ肉や、肩ロース肉をばら肉で底上げする行為[11]
- 高い肉のロス（売れ残ったものを廃棄）を補填するために、他の肉の値段を吊り上げる[12]
- 白菜を1個10円に値引き[13]、販促のための『お買い得シール』貼り付け[14]、値引きした野菜が売れた後の売り場の輝き[15]。
- チラシで卵の値段を誤表示したことによる客の殺到、品切れになった場合に1週間有効の引換券を発行[16]
- 「だからスーパーは嫌いよ！」と不満をたれる主婦[17]
- 鮮度の悪い商品を売らない方針を取る[18]
- 野菜の切り方を他店と較べる勉強会[19]
- チェーン店化のための職人の追放及び職人の技術を残す方法[20]
- 花子の「スーパーは毎日の食事の材料を売る店よ」の言葉[5]
- 肉の横流し[21]
- 精肉部のチーフが解雇を通告されるシーン(ただし、原作とは理由が異なる)[22]
- 他店（『安売り大魔王』）に吸収合併される場面。原作ではそのまま合併されるものの、合併先の売場の改善に躍起になる[23]
- 上記の他店の実態（かつての『正直屋』のレベル。鮮度の悪さ、安売り一辺倒）を花子が糾弾する場面[24]
- 『安売り大魔王』に身売りになりそうになった時に、青果部のチーフが「何十億売ろうが、何店舗あろうが、あんなどうしようない青果売り場しか作れんようなスーパーで働くなんて、死んでも嫌です」と言うシーン[25]

### 補足
- 車のトランクからカゴを取り出すトリックのシーンは、予告編では精肉部のチーフ役の六平直政がやっていた。
- 特報のBGMは『ミンボーの女』で使われていた。

## あらすじ
1996年、おかっぱ頭のスーパーマーケット大好き主婦・井上花子は、スーパー「安売り大魔王」で小学校時代の幼馴染・小林五郎とばったり再会する。花子は「もう一つスーパーを見てほしい」と五郎に言われ、ついて行った先のスーパー「正直屋」の駄目っぷりを五郎に愚痴るものの、迂闊にも五郎がその「正直屋」のオーナーだった。五郎は「安売り大魔王」に業績で水をあけられた腹いせに、酒に酔った勢いで「正直屋」を日本一にする夢を花子に語った。
五郎は花子の主婦としての視点から「正直屋」の悪いところを直すべくスーパーに入社を勧め、一度は断られたものの、花子は「安売り大魔王」の傲慢な商売振りにカチンときて「正直屋」に入社し、「安売り大魔王」と闘うことになる。
最初はスーパーのレジ係として勤務した花子だが、職人気質な人たちがチーフに就いている各部門で問題が続発し、特に精肉部・鮮魚部とは事あるごとに対立する。やがて実績を買われて、さらなる改革のため肩書を五郎に要求して副店長に昇進した花子は、顧客の意見を聞いて反映する試みを行い、製品のリパック（店頭に置いてあった製品を回収して再度ラップし、日付ラベルを貼り替えてまた店頭に置くこと）の禁止を店舗会議で直訴し五郎も承諾させ、正直屋の商売方針を改善。徐々に来る客も増えていった。かつて五郎が花子に語った「正直屋」を日本一にする夢を、利益や規模ではなくお客様への信用の面で目指すことになった。
青果部は値引きシールの作戦や勉強会により、早くも売り場が改善された。鮮魚部のチーフは専務の命令により、リパックを禁止されて売れ残った魚を毎日捨てさせられた。さらに花子の指摘により、職人の見栄のために売れもしない高い魚を飾ることをやめさせられるばかりでなく、生簀で魚を見せびらかすことも指摘され、生簀を解体する現場を目撃して逆上し、自ら生簀をぶち壊したりもした。
惣菜部はおにぎりの中身が偽装だったことを仕入れ業者に指摘したほか、惣菜のバイキング方式を採り入れたことが評判になった。
精肉部は内部会議で、古くなった肉ではなく新鮮な肉を挽き肉にする方針に切り替える反面、チーフは出入りの屑肉処理業者を使い、店に納入されている高級国産牛を不正に横流しして私腹を肥やしていた。ある晩、精肉部助手の報告を受け、花子と五郎は屑肉処理業者を取り押さえ、精肉部のチーフを問い詰める。
これら一連のスーパーの売場や作業場の環境を改善する動きにより、買い物客ばかりでなく「正直屋」で働くパートの人たちも不正な商品を扱わないで済むようになり、安心して自分たちのスーパーで買い物ができるようになっていった。
旗色が悪くなった「安売り大魔王」の社長は、以前から内通していた「正直屋」の店長に「必要な人員をごっそり引き抜いてくるように」と言い、ある朝「正直屋」の朝礼で店長がその話を持ち上げる。当初は先行きの不安感から店長側につく者が多かったが、花子が「安売り大魔王」の現状と「正直屋」の展望の話をし、スーパーの売り手としての自覚を持った店員は花子の説得で大半は店に残る決意をする。その中には花子と販売戦略の違いから対立し、心変わりした鮮魚部のチーフもいた。
正直屋を出ることになったのは結局、店長と精肉部のチーフの他数名だけだった。閉店後に従業員と食事に行っていた花子たちは、精肉部のチーフと店長が店の肉を持ち出そうとしている一報を聞いて阻止しようと店に向かうが、手違いから花子は店長らの乗る冷凍車に閉じ込められてしまう。店長らの乗る冷凍車と五郎の乗るトラックがカーチェイスを繰り広げたのち、警察も応援に加わって店長らを追い詰めることに成功し、店長と精肉部のチーフは逮捕された。行き着いた先はとある漁港で、正月も漁に出ることを知った花子は、漁師の厚意により初荷を全て買い取る契約に成功した。
年が明けて1997年1月2日。正月商戦において盛況に沸く「正直屋」は、閑古鳥の鳴く「安売り大魔王」に見事に勝利を収めるのだった。

## キャスト
括弧内は映画での呼び名

### 正直屋
井上花子
演 - 宮本信子
男っぽい喋り方と陽気でサバサバした性格が特徴。強面の職人たちにも気後れせず自分の考えを主張する強気な一面もある。私服は主に原色の服を好んで着ている。夫を亡くしてシングルマザーになり、子供は北海道の大学で畜産を学んでいる。
過去に他の小売業の店で働いた知識や主婦の目線でスーパーの良し悪しを判断する目利き能力を持つ。物語の冒頭では専業主婦だが、この目利きの良さと知識を五郎に見込まれて「正直屋」でレジ係（客のクレーム対応や従業員への助言などを含む）として働き始める。「正直屋」のレジ係チーフから副店長に昇進、後に前店長の辞職に伴い、新店長となる。
小林五郎
演 - 津川雅彦
「正直屋」専務。花子とは小学生6年生の頃の学友で、ちょっとした言い合いを交えながらも親しい仲で息の合った軽快な会話をしている。妻に先立たれ子供もない寡夫で「正直屋」の売上不振に悩むあまり酒浸りになっていたが、「正直屋」を日本一のスーパーにするという意気込みだけはある。消極的かつ非行動的な性格で、部下である売り場のチーフたちにも強気なことが言えない。大学生の頃はいくつものクラブ活動を掛け持ちしていた。

#### 精肉部
精肉部チーフ
演 - 六平直政
仕入れている質の良い和牛の一品種の神戸牛を自慢気に扱っており、他の肉の扱いを蔑ろにしている。精肉のことに口を出す素人の花子のことを鬱陶しく思い、花子を冷凍庫に閉じ込めるなどの嫌がらせを行う。密かに和牛と外国産の肉を合わせたものを加工し、高級ブランド牛肉と偽って実際に売り場に出している。最後は高級牛などが入った冷凍車に花子を乗せたまま店長と共に逃走するが、五郎とのカーチェイスの末にとある港町に追い詰められ、店長共々警察に逮捕される。
精肉部助手（タケちゃん）
演 - 柳沢慎吾
チーフと同じく職人気質でプライドが高いが、一方でチーフが売れ行きの悪い高額肉を切る仕事などを自分でしたがるため、仕事がはかどらないことに不満を持っている。チーフが屑肉業者に肉を横流ししたり、前店長とつるんで肉を持ち出したりした際、花子たちに密告している。
精肉部助手（ゴリ）
演 - 金萬福
ミンチ肉の製造など、細々とした仕事をしている。

#### 鮮魚部
鮮魚部チーフ（しんちゃん）
演 - 高橋長英
元魚屋で地上げに巻き込まれて廃業し「正直屋」に再就職した過去を持つ。職人気質の荒々しい性格で、刺身を造るのは自身の役目として他の者に一切任せず、当初は花子からの苦言や提案にも「素人の戯言」と反発していた。リパックを否定された後は売れ残った商品を黙々と処分していた。店長と一緒に「安売り大魔王」への移籍を考えるが、最後は花子らの熱意に打たれ、独立して店を出すことを決意。「正直屋」にしばらくの間は残り、パートらに魚の扱い方を教育することになった。
鮮魚部助手（キンちゃん）
演 - 伊集院光
精肉チーフと同様、鮮魚チーフも重要業務である刺し身造りは他者に一切任せないため、自身は三枚卸しなどの仕事をしている。
パートさん
演 - 絵沢萠子
鮮魚部で働いている。売れ残った魚のリパックを店長の指示でやらされることに不満を持っている。
パートさん
演 - 原日出子
鮮魚部で働いている。リパックに対して強い背徳感に苛まれているが、パートという立場から店長たちに逆らえないと吐露する。

#### 青果部
青果部チーフ（キヨちゃん）
演 - 三宅裕司
売れ残った白菜を閉店前に1個10円で売っているが、イクヨによるとそもそもいつも多く仕入れ過ぎているという。当初は花子をあまり信頼していなかったが、白菜の値段の発想転換の提案が成功し、その後は花子を信頼し、誇りを持って業務に従事している。
青果部助手（みつる）
演 - 津久井啓太
キヨちゃんに気に入られている。他店で買った白菜の芯に縦に切り込みがあったのを、他の従業員が不思議がっていたところ理由を答えている。不器用だが芯は強く、前店長から朝礼で「正直屋は潰れる。今なら安売り大魔王に全員雇ってもらえる交渉をした」と身売りの危機が起きた際にも、花子を信頼し、レジ係に次いでいち早く正直屋に残る意志を示した。吃音症かは不明だが、作中では話す時に度々言葉がつかえる描写がある。なお、原作でも、青果部のスタッフが吃音で野菜の切り方について発言している。
青果部スタッフ
演 - アゴ勇

#### 他の主な従業員たち
惣菜部チーフ（ウメさん）
演 - あき竹城
売れ残りの鮮度の落ちた材料を使って惣菜を作らされることに不満を抱き、リパックの件で花子が役員に詰め寄る際に自ら意見を述べる。客の苦情を聞き、花子と共におにぎりの具の納品業者を調査する。東北訛りの方言で話す。
レジ係チーフ（イクヨちゃん）
演 - 松本明子
早くから花子を慕うようになり、あれこれと提案して指示する花子を支える。客からの売場の商品に対するクレームが支払い時にレジ係へ寄せられるため困っている。正直屋が安売り大魔王へ身売りされようとした際に、真っ先に正直屋に残る決心をした。
レジ係
演 - 山田純世
レタスとキャベツの区別がつかない。ぶっきらぼうな性格で客のクレームにもペコペコ謝ったりしない。髪の毛をくくって顔の右側に下ろしている。
販促部員
演 - 小堺一機
ある日「正直屋」のチラシに「卵1パック88円・先着1,000名様限定」とするところを、誤って「卵1パック28円」（制限数もなし）と表記した広告を出すというミスをして、客が押し寄せて騒動となる。卵が品切れになる前に機転を利かせ、卵1パック28円の販売券を配布することを提案する。
グロサリー部
演 - 与世田浩
駐車場係
演 - 里木佐甫良

#### 正直屋の経営陣
小林一郎
演 - 金田龍之介
五郎の兄。近くにある「安売り大魔王」が新装開店で価格破壊を目玉に売上を伸ばしており、「正直屋」の客を取られたことを危惧している。口先だけの頼りない五郎を心配している。孫が多い。
店長（キクニちゃん）
演 - 矢野宣
客や店の信頼より、目先の利益と私欲を優先するエゴイスト。実は「安売り大魔王」の社長と裏でつながっており、スパイとして「正直屋」の情報を流していた。「正直屋」を廃業して「安売り大魔王」へ身売りしようとするついでに、店員らを言葉巧みに「安売り大魔王」へ移籍させようとするが、「正直屋」サイドの副店長の花子らは身売りを拒絶して店に残る決心をした。その後、店を辞めた元店長らは高級ブランド牛などを店から持ち去り、これを阻止するために冷凍車に乗り込んで閉じ込められた花子を乗せたまま、精肉部チーフと共に逃走の末、五郎の機転により警察に逮捕される。

### 安売り大魔王
社長
演 - 伊東四朗
花子に言わせると「インチキスーパー」の社長。五郎に対して売上不振の「正直屋」の買収を持ちかける。正直屋を買収して店長をはじめ職人達をごっそり引き抜こうと企む。五郎によると元々「正直屋」で働いていた職人で、何人かの従業員たちを引き連れて独立した過去がある。
店長
演 - ヨネスケ
常に社長の傍に控える腰巾着。
店員
演 - 渡辺正行
ファミリーサイズのアイスクリームを1000個限定の安売りで客を呼び込んでいる。しかし短時間で売り切れとなるため、居合わせた花子からインチキではないかと疑われる。
用心棒
演 - 忍竜
大柄な体格。社長のそばで睨みをきかせている。

### スーパーの客
上品ぶったご婦人
演 - 野際陽子
店長によると「町会議員のナニ（愛人）」と言われている。赤を基調としたケバケバしいファッションに身を包み、愛犬であるヨークシャー・テリアのメグちゃんを抱きかかえて来店する。本人曰く「メグちゃんは我が子同然でペットじゃない」とのこと。店内にメグちゃんを連れて精肉売り場を歩いているところを花子に注意されて逆上する。
駐車場の男性客
演 - 矢吹圭司
「正直屋」の店用カゴを車のトランクに入るだけ持って帰ろうとするマナーの悪い客。
レジに並ぶ女性客
演 - 迫文代
一日の買い物金額を2,000円までと決めている。しかし精算の時に予算の金額を超えてしまったため、レジを通した後の商品を戻そうとする。
常連客のオバサン4人組
演 - 田嶋陽子
精肉売り場ではがし忘れた特売の値段とレシートの請求金額が違うと苦情を言う。
その他の客
演 - 阿知波悟美
挽肉の色が2日経っても赤いままであることに不審を抱き、おかしな薬品が入ってるのではないかと疑うが、精肉部員たちから肉の鮮度に関する説明を受け、逆に感心する。　
演 - 柴田理恵
博多出身。客に対する惣菜などのテスティングで、おにぎりの具のたらこの奇妙な食感を花子たちに指摘する。
演 - 川俣しのぶ
自身の不注意により卵をパックごと落として割ってしまう。

### その他
おにぎり屋の社長
演 - 岡本信人
つるかめ食品の経営者。テスターの主婦からおにぎりの食感がおかしいと指摘を受けた花子らの調査により、おにぎりの具に使うたらこに、ししゃもの卵を混ぜて誤魔化していることが発覚。花子の熱意ある説得を受けて具の改善に取り組む。その後テスティングに同席した際、改良されたおにぎりの味をテスターたちから絶賛され、感動のあまり泣き崩れてしまう。
屑肉業者
演 - 不破万作
精肉部チーフとつるんで屑肉を引き取る際、密かに高い肉の横流しをする。助手のタケちゃんがその行為の現場を目撃し花子と五郎に知らせ、花子のマヨネーズ攻撃と五郎の背負い投げにより観念する。
五郎の父の遺影
演 - 沢村国太郎
デコトラ運転手
演 - 佐藤蛾次郎
デコトラ「芸術丸I」の運転手。花子が元精肉部チーフの運転する冷凍車に閉じ込められた直後に偶然通りかかり、五郎を乗せて猛スピードで冷凍車を追跡する。
漁港の医者
演 - 緒方昇
冷凍車から救出された花子を診察する。
看護婦
演 - 清水美子
医者と共に花子の処置を行う。
カモメ漁港のおじさん
演 - 奥村公延
漁師で生計を立てている。冷凍車から救出された花子を看病する。花子の営業により、元旦に漁に出て1月2日の正月セールのために正直屋に船いっぱいの魚を送る。
おばさん
演 - 石井トミコ
冷凍車から救出された花子に部屋を提供する。花子と五郎を夫婦と勘違いしている。

## スタッフ
- 製作者：玉置泰
- プロデュース：川崎隆
- 製作デスク：吉川次郎
- アドバイザー：荒井伸也
  - 参考文献：安土敏『小説スーパーマーケット』（講談社文庫）
- 撮影協力：サミット
- 助監督：中村隆彦、山内健嗣、中村義洋
- デジタル合成：島村達雄、山崎貴、渋谷紀世子（白組）、武坂耕二（IMAGICA）
- 音響効果：斉藤昌利（東洋音響カモメ）
- 操演：白熊栄次
- ウィッグ製作：アデランス
- 特殊メイク：江川悦子、寺田まゆみ、神田文裕、山田陽
- 技斗：高瀬将嗣
- カースタント：タカハシレーシング
- スタジオ：日活撮影所
- 現像：IMAGICA
- 協力：オール日本スーパーマーケット協会
- スペシャルサンクス：関西スーパーマーケット北野祐次社長
- 製作宣伝：モーションプロ

## テレビ放送
2007年12月28日にNHKBS2にてテレビ放映されている。

## DVD
- スーパーの女 (伊丹十三DVDコレクション) 2005/09/22発売。
- スーパーの女（再発売版） 2008/12/12発売。

## Blu-ray
- スーパーの女 2012/01/27発売。